# Pea
Pea (hebrejsko פֵּאָה, latinizirano: Peā, dob. 'kót, krajec') je druga razprava Seder Zeraim (Reda semen), prvega dela (reda) Mišne in Talmuda. Razprava obravnava nekatere predpise socialne zakonodaje Stare zaveze o paberkovanju in obveznem puščanju pridelkov siromakom. Obravnava tudi pozabljene pridelke na polju, oljčniku in vinogradu in na splošno zakone o miloščini, socialnih blagajnah in drugih socialnih politikah.

## Obveze
Razprava ima osem poglavij z 69 mišnami. Gemaro (rabinsko analizo in komentarje Mišne) ima samo Jeruzalemski Talmud.
Govori o pridelkih, ki jih je treba pustiti za revne na poljih, oljčnikih in vinogradih in zakonih o miloščini na splošno. Razprava  obravnava šest kategorij obvez:
1. Pea (kót) – del pridelkov se mora skladno z Lev. 19:9 in  Lev. 23:22[a] pustiti neobran in ga prepustiti revnim.
2. Leket (paberkovanje) – ko je žito pospravljeno s polja, se mora odpadlo klasje prepustiti revnim (Lev. 19:9 in Lev. 23:22).
3. Ših'ha (pozabljeni snopi) – snope, puščene, spregledane ali pozabljene na polju, se mora pustiti revnim (Devt. 24:19).[b]
4. Olelot (grozdi) – nedozoreli  grozdi grozdja se morajo pustiti revnim (Lev. 19:10 in Devt. 24:21).[c]
5. Peret (jagode) – jagode, ki so med obiranjem odpadle z grozdov  (Lev. 19:10).[d]
6. Ma'aser ani (desetina za revne) -  desetina za revne, ki se jo mora prepustiti revnim vsaki tretje in šesto leto desetinskega cikla (Deut. 14:28-29[e] in Devt. 26:12-13).